# Schweizerischer Sportkegler-Verband
Der Schweizerische Sportkegler-Verband (französisch Association Sportive Suisse des Quilleurs) ist der schweizerische Verband für den Kegel- und Bowlingsport in der Schweiz. Der SSKV ist Mitglied der Fédération Internationale des Quilleurs (FIQ) und der Swiss Olympic Association.

## Aufgaben
Der SSKV ist für die Förderung und Beaufsichtigung aller Zweige des Kegelsportes innerhalb des SSKV, die Wahrung der Rechte und Interessen der Kegler und die Förderung weitgehender Vergünstigungen im Kegelsport, die Förderung der sportlichen Gesinnung, die Förderung internationaler sportlicher Beziehung, Zweckmässige Werbung und Bekämpfung aller Auswüchse (Doping, Geldspiele usw.) verantwortlich.
Der Verband präsentiert den schweizerischen Kegelsport im Gesamten gegenüber der Öffentlichkeit und koordiniert zwischen ihm und den Unterverbänden einerseits, zwischen den Unterverbänden und Klubs andererseits. Der SSKV fördert und unterstützt:
- Die Bestrebungen für die Erreichung kurz- und langfristiger Ziele bei den ihm angeschlossenen Unterverbänden
- den Wettkampfsport in vernünftigem Rahmen zu halten;
- Die Unterverbände bei der Lösung ihrer strukturellen Probleme.[2]

Der SSKV sorgt für zweckmässige Kurse. Diese Kurse unterstehen speziellen Richtlinien, die durch die Sportkommission festgelegt werden. Der SSKV steht den Unterverbänden im Rahmen ihrer Kurse zwecks Förderung des Kegelsportes und Heranbildung von Trainingsleitern zur Verfügung.

### Meisterschaften
Zur Pflege und Förderung des Kegelsportes, der Kameradschaft und freundschaftlichen Beziehungen unter den Mitgliedern der Unterverbände finden folgende Meisterschaften statt:
- Schweizerische Einzelmeisterschaften;
- Schweizerische Klubmeisterschaften;
- Kantonewettkampf;
- Schweizerischer Einzelcupsieger-Final.

Der SSKV kann auch weitere Verbandswettkämpfe veranstalten.

## Struktur
Der SSKV besteht aus 24 Kantonalverbänden (Unterverbänden) einschliesslich der Sektion Internationale Asphaltbahne, dem Landesverband Fürstentum Liechtenstein, dem Schweizerischen Bowling-Verband dem Schweizerischen Senioren-Sportkegler-Vereinigung und der Gruppen schweizerischer Organisationen im Ausland.

### Unterverbände
| Landesweit       | Landesweit                                                 | Kürzel |
| ---------------- | ---------------------------------------------------------- | ------ |
| Schweiz          | Swiss Bowling                                              | SB     |
| Schweiz          | Swiss Ninepin Bowling Classic                              | SNBC   |
| Liechtenstein    | Liechtensteinischer Sportkegler-Verband                    | LI     |
| Kanton           | Verband                                                    | Kürzel |
| Aargau           | Aargauischer Sportkegler-Verband                           | AG     |
| Basel-Stadt      | Sportkegler-Verband Basel-Stadt                            | BS     |
| Basel-Landschaft | Sportkegler-Verband Basel-Landschaft                       | BL     |
| Bern             | Sportkegler-Verband Bern                                   | BE     |
| Freiburg         | FSKV Freiburger Sportkegler-Verband                        | FR     |
| Genf             | AGQS Association Genevoise des Quilleurs Sportif           | GE     |
| Glarus           | Glarner Sportkegler-Verband                                | GL     |
| Graubünden       | Bündner Sportkegler-Verband                                | GR     |
| Jura             | ASSQ Cantonale Jurassienne des Quilleurs Sportif           | JU     |
| Luzern           | Luzerner Sportkegler-Verband                               | LU     |
| Neuenburg        | ASSQ Cantonale Neuchateloise des Quilleurs Sportif         | NE     |
| Nidwalden        | Ob- und Nidwaldner Sportkegler-Verband                     | NW     |
| St. Gallen       | Sportkegler-Verband des Kanton St. Gallen                  | SG     |
| Solothurn        | Sportkegler-Verband des Kanton Solothurn                   | SO     |
| Schaffhausen     | Schaffhauser Sportkegler-Verband                           | SH     |
| Thurgau          | Thurgauer Sportkegler-Verband                              | TG     |
| Uri              | Urner Sportkegler-Verband                                  | UR     |
| Wallis           | Walliser Sportkegler-Verband                               | VS     |
| Waadt            | ACVQS Association Cantonale Vaudoise des Quilleurs Sportif | VD     |
| Zug              | Zuger Sportkegler-Verband                                  | ZG     |
| Zürich           | Zürcher Kantonaler Sportkegler-Verband                     | ZH     |